# Roman Rusinov
Roman Aleksandrovič Rusinov (in russo Роман Александрович Русинов?; Mosca, 21 ottobre 1981) è un pilota automobilistico russo, campione classe LMP2 del Campionato del mondo endurance, inoltre ha vinto nel 2004 Le Mans Endurance Series nella classe GT, nel 2018 l'European Le Mans Series e nel 2019 l'Asian Le Mans Series.
Rusinov è stato il primo pilota russo a vincere una gara internazionale in Europa.

## Carriera
Nel 1997 esordisce in Karting partecipando a diversi campionati in Francia, due anni dopo passa alle corse in monoposto correndo nalla Formula CAMPUS con la Filiere ELF per poi passare l'anno seguente alla Formula Renault francese con il team Graff Racing. Nella serie ottiene la sua prima vittoria e diventa il primo pilota russo a vincere una gara internazionale in Europa. Nel 2002 ottiene il terzo posto finale nella Formula Palmer Audi cogliendo un'altra vittoria e sette podi. L'anno seguente prende parte alla Euro Formula 3000, con il Team GP Racing di Tancredi Pagiaro. Ottimi risultati per lui e per il Team.
Dal 2004 lascia le corse in monoposto impegnandosi nelle corse di durata, Rusinov ottiene la vittoria della Le Mans Endurance Series nella classe GT con il team JMB Racing. L'anno seguente prende parte alla Campionato FIA GT e diventa collaudatore del team di Formula 1, Midland Racing. Nel 2006 prende parte a due round della A1 Grand Prix correndo per la Russia. Rimasto fermo un anno torna a correre nella Le Mans Series dove chiude terzo, inoltre partecipa per la prima volta alla 24 Ore di Le Mans. 
Nel 2013 è iniziata l'associazione di Rusinov con G-Drive Racing, con il marchio Gazprom che sponsorizza le 26 vetture nella categoria LMP2. Negli anni successivi fino al 2021 il marchio e Rusinov hanno stretto diverse partnership mentre si espandevano nel WEC e nella European Le Mans Series.

## Risultati

### Risultati 24 Ore di Le Mans
| Anno | Team                                  | Co-piloti                         | Auto                        | Classe | Giri | Pos. | Class Pos. |
| ---- | ------------------------------------- | --------------------------------- | --------------------------- | ------ | ---- | ---- | ---------- |
| 2008 | IPB Spartak Racing Reiter Engineering | Peter Kox Mike Hezemans           | Lamborghini Murciélago R-GT | GT1    | 266  | NC   | NC         |
| 2009 | Team Modena                           | Leo Mansell Pierre Ehret          | Ferrari F430 GT2            | GT2    | 314  | 27°  | 7°         |
| 2012 | Signatech-Nissan                      | Pierre Ragues Nelson Panciatici   | Oreca 03-Nissan             | LMP2   | 351  | 10°  | 4°         |
| 2013 | G-Drive-Nissan                        | John Martin Mike Conway           | Oreca 03-Nissan             | LMP2   | 327  | EX   | EX         |
| 2014 | G-Drive Racing                        | Olivier Pla Julien Canal          | Morgan LMP2-Nissan          | LMP2   | 120  | DNF  | DNF        |
| 2015 | G-Drive Racing                        | Sam Bird Julien Canal             | Ligier JS P2-Nissan         | LMP2   | 358  | 11°  | 3°         |
| 2016 | G-Drive Racing                        | René Rast Will Stevens            | Oreca 05-Nissan             | LMP2   | 357  | 6°   | 2°         |
| 2017 | G-Drive Racing                        | Pierre Thiriet Alex Lynn          | Oreca 07-Gibson             | LMP2   | 20   | DNF  | DNF        |
| 2018 | G-Drive Racing                        | Andrea Pizzitola Jean-Éric Vergne | Oreca 07-Gibson             | LMP2   | 369  | DSQ  | DSQ        |
| 2019 | G-Drive Racing                        | Job van Uitert Jean-Éric Vergne   | Aurus 01-Gibson             | LMP2   | 364  | 11°  | 6°         |
| 2020 | G-Drive Racing                        | Mikkel Jensen Jean-Éric Vergne    | Aurus 01-Gibson             | LMP2   | 367  | 9°   | 5°         |
| 2021 | G-Drive Racing                        | Franco Colapinto Nyck de Vries    | Aurus 01-Gibson             | LMP2   | 358  | 12°  | 7°         |